# Campeonato Mundial de Tiro con Arco al Aire Libre de 1947
El XI Campeonato Mundial de Tiro con Arco al Aire Libre se celebró en Praga (Checoslovaquia) entre el 12 y el 19 de agosto de 1947 bajo la organización de la Federación Internacional de Tiro con Arco (FITA) y la Federación Checoslovaca de Tiro con Arco.

## Medallistas

### Masculino
| Evento                  | Oro                                                    | Plata                                               | Bronce                                                |
| ----------------------- | ------------------------------------------------------ | --------------------------------------------------- | ----------------------------------------------------- |
| Arco recurvo individual | Hans Deutgen · Suecia                                  | Václav Karola Checoslovaquia                        | Josef Brejcha Checoslovaquia                          |
| Arco recurvo por equipo | Václav Karola Josef Brejcha Josef Kasal Checoslovaquia | Einar Tang-Holbæk Arne Vangbæk Ove Hansen Dinamarca | Hans Deutgen · Gunnar Karlsson · Erik Trolle · Suecia |

### Femenino
| Evento                  | Oro                                                   | Plata                                            | Bronce                                                               |
| ----------------------- | ----------------------------------------------------- | ------------------------------------------------ | -------------------------------------------------------------------- |
| Arco recurvo individual | Janina Kurkowska · Polonia                            | Astrid Trølsen Dinamarca                         | Petronella de Wharton-Burr Reino Unido                               |
| Arco recurvo por equipo | Astrid Trølsen Ellen Jensen Sofia Rasmussen Dinamarca | Colette Beday Irène Cruypenninck J. Adam Francia | Petronella de Wharton-Burr Sylvia Macquoid Philome Dames Reino Unido |

## Medallero
| Núm. | País           | Oro | Plata | Bronce | Total |
| ---- | -------------- | --- | ----- | ------ | ----- |
| 1    | Dinamarca      | 1   | 2     | 0      | 3     |
| 2    | Checoslovaquia | 1   | 1     | 1      | 3     |
| 3    | Suecia         | 1   | 0     | 1      | 2     |
| 4    | Polonia        | 1   | 0     | 0      | 1     |
| 5    | Francia        | 0   | 1     | 0      | 1     |
| 6    | Reino Unido    | 0   | 0     | 2      | 2     |
|      | TOTAL          | 4   | 4     | 4      | 12    |